# Sheck Wes
Sheck Wes, pseudonimo di Khadmou Rassoul Cheikh Fall (New York, 10 settembre 1998), è un rapper, modello e cestista statunitense.
È noto soprattutto per la sua canzone del 2017 Mo Bamba, diventata virale nel 2018.
Wes ha firmato con l'etichetta di Travis Scott, Cactus Jack Records e quella di Kanye West, GOOD Music, sotto l'Interscope Records.

## Biografia
Khadimou Rassoul Cheikh Fall è nato il 10 settembre 1998 ad Harlem, New York da immigrati senegalesi. All'età di 5 anni, Fall e la madre si trasferirono a Milwaukee, dove vissero per 9 anni. A 14 anni, Fall tornò a New York. Mentre era al liceo, il basket divenne una delle principali attività extracurriculari, ma attirò l'interesse di un talent scout di moda, che lo portò a saltare un playoff per partecipare al Madison Square Garden svelando la stagione di Yeezy3.

## Carriera

### 2018-2019:MudboyeCactus Jack
Il 2 febbraio 2018 Fall ha firmato un contratto con l'etichetta di Travis Scott, la Cactus Jack Records e quella di Kanye West, GOOD Music, sotto l'Interscope Records. Fall è apparso come ospite nel quarto album in studio Astroworld di Scott nel brano musicale No Bystanders con il rapper statunitense Juice WRLD. Il 2 ottobre, Fall ha annunciato il suo album di debutto in studio intitolato Mudboy, che è stato rilasciato solo tre giorni dopo. Il 19 marzo, Fall pubblicò un nuovo singolo sotto l'etichetta Cactus Jack intitolato YKTS. 

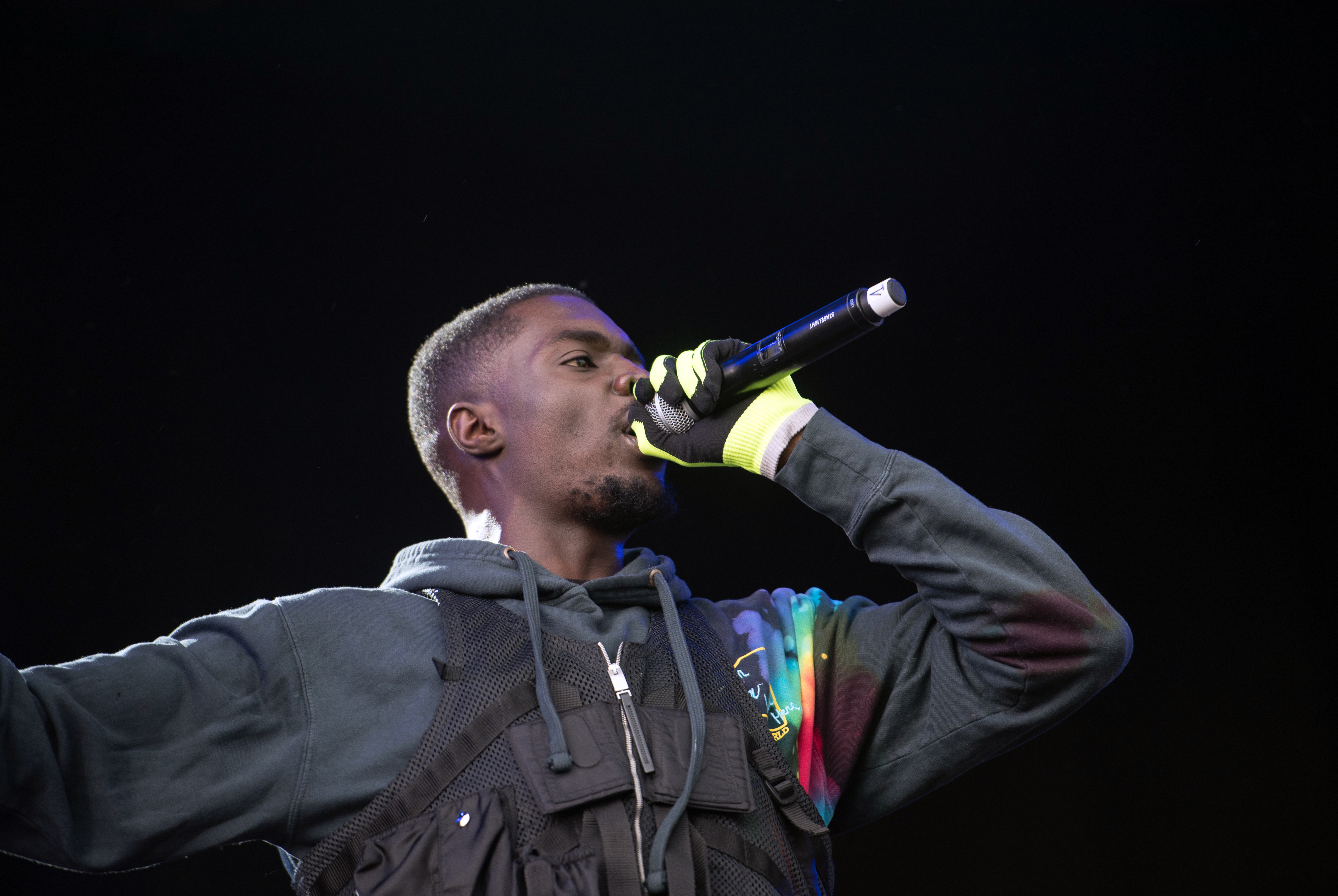
Sheck Wes all'Openair Frauenfeld nel 2019

Nel gennaio 2019 Fall ha aperto il concerto di Eminem alle Hawaii insieme al collega rapper Logic. Il 18 luglio Fall ha pubblicato i singoli Sadio Mane, e Losing My Mind. mentre il 27 dicembre, è apparso nel brano Gang Gang dell'album di Cactus Jack JackBoys.

### 2019-presente:Hell 2 Paradise
Nel marzo 2020, Wes è apparso nell'album in studio di debutto di Don Toliver, Heaven or Hell, nella canzone Spceship. Più tardi quel mese, Wes ha annunciato su Twitter il suo secondo album in studio intitolato Hell 2 Paradise senza comunicare la data di pubblicazione.

## Controversie
Il 31 gennaio 2019, Ridge Productions ha affermato che Fall si era rifiutato di pagare il video per il suo prossimo singolo Mudboy. Ridge Productions ha pubblicato la modifica originale del video, con l'audio sostituito che deride Fall e il suo equipaggio per aver rinnegato il loro accordo.
Nel febbraio 2019, Fall fu accusato di stalking e abusi domestici da parte della sua ex compagna, la cantante Justine Skye. In seguito stato rimosso da una campagna pubblicitaria per Major League Soccer in risposta alle accuse. Successivamente Skye ha richiesto e ottenuto un ordine restrittivo contro Fall.

## Discografia

### Album in studio
- 2018 – Mudboy

### Singoli

#### Come artista principale
- 2017 – Live Sheck Wes
- 2017 – Mo Bamba
- 2018 – Do That
- 2018 – Chippi Chippi
- 2019 – Enzo (con DJ Snake feat. Offset, 21 Savage e Gucci Mane)
- 2019 – Sadio Mane
- 2019 – Losing My Mind
- 2019 – YKTS
- 2019 – Gang Gang (con i JackBoys)
- 2020 – Rich One Day
- 2021 – GFU (con Young Stoner Life e Yak Gotti feat. Yung Kayo)
- 2022 – LFG!
- 2022 – Pain!
- 2024 – Fly Away (con JID e Ski Mask the Slump God)
- 2024 – Beast

#### Come artista ospite
- 2018 – No Bystanders (Travis Scott feat. Juice Wrld e Sheck Wes)
- 2019 – Shopping Spree (Murda Beatz feat. Lil Pump e Sheck Wes)
- 2019 – Mayday (Chase B feat. Sheck Wes e Young Thug)
- 2022 – Stick (JID e J. Cole feat. Kenny Mason e Sheck Wes)